# بوک (شهرستان پلیس)
بوک (به لهستانی:  Buk) یک روستا در لهستان است که در گمینا دوبرا (شهرستان پلیس) واقع شده‌است. بوک ۲۵۰ نفر جمعیت دارد.